# Taliabu

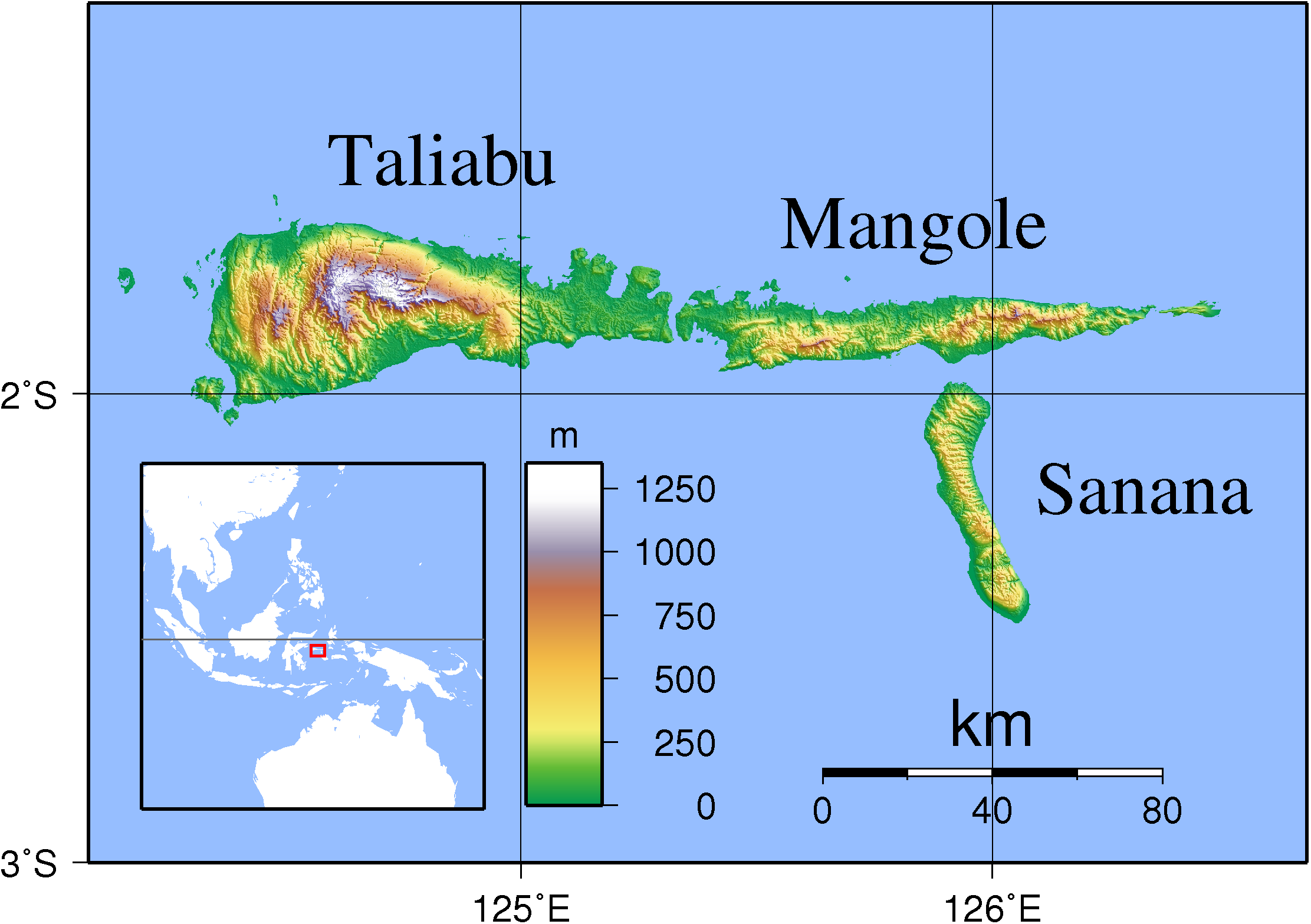
Ilhas Sula, às quais pertence Taliabu

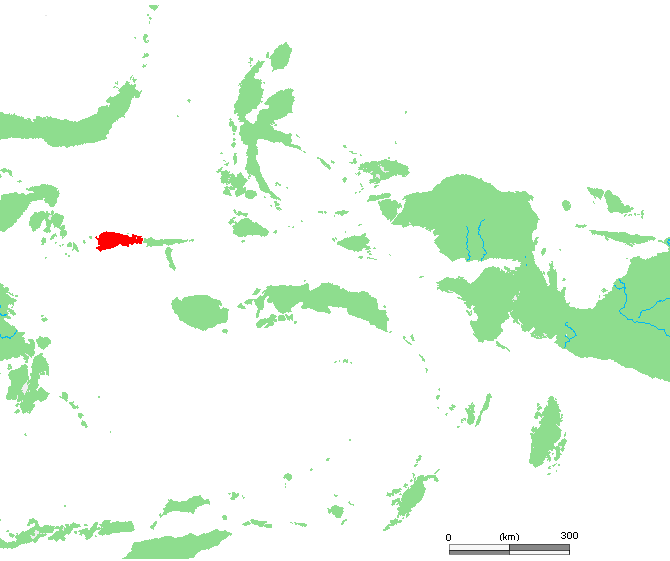
Localização de Taliabu

Taliabu é uma das maiores ilhas do arquipélago das Ilhas Molucas, na Indonésia. Faz parte do sub-arquipélago das Ilhas Sula, e tem 2.913 km² de área. 